# Kyle Collinsworth
Kyle Collinsworth (Provo, 3 ottobre 1991) è un cestista statunitense.